# Miami Open 2016 - Qualificazioni singolare maschile
Le qualificazioni del singolare maschile del Miami Open 2016 sono state un torneo di tennis preliminare per accedere alla fase finale della manifestazione. I vincitori dell'ultimo turno sono entrati di diritto nel tabellone principale. In caso di ritiro di uno o più giocatori aventi diritto a questi sono subentrati i lucky loser, ossia i giocatori che hanno perso nell'ultimo turno ma che avevano una classifica più alta rispetto agli altri partecipanti che avevano comunque perso nel turno finale.

## Giocatori

### Teste di serie
1. Taylor Fritz (qualificato)
2. Michail Kukuškin (qualificato)
3. Marcel Granollers (qualificato)
4. Yūichi Sugita (primo turno)
5. Austin Krajicek (primo turno)
6. Benjamin Becker (qualificato)
7. Malek Jaziri (primo turno)
8. Pierre-Hugues Herbert (qualificato)
9. Horacio Zeballos (ultimo turno, Lucky Loser)
10. Rogério Dutra da Silva (ultimo turno, Lucky Loser)
11. Tim Smyczek (qualificato)
12. Tatsuma Itō (qualificato)

1. Yoshihito Nishioka (qualificato)
2. John-Patrick Smith (primo turno)
3. Alejandro Falla (primo turno)
4. Daniel Brands (primo turno)
5. Mirza Bašić (primo turno)
6. Édouard Roger-Vasselin (primo turno)
7. Ruben Bemelmans (primo turno)
8. Kenny de Schepper (primo turno)
9. Facundo Argüello (primo turno)
10. Luca Vanni (primo turno)
11. Alejandro González (qualificato)
12. Carlos Berlocq (primo turno)

### Qualificati
1. Taylor Fritz
2. Michail Kukuškin
3. Marcel Granollers
4. Bjorn Fratangelo
5. Dennis Novikov
6. Benjamin Becker

1. Alejandro González
2. Pierre-Hugues Herbert
3. Yoshihito Nishioka
4. Tommy Paul
5. Tim Smyczek
6. Tatsuma Itō

#### Lucky Loser
1. Rogério Dutra da Silva
2. Jared Donaldson

1. Horacio Zeballos

## Tabellone qualificazioni

### Legenda
| - Q = Qualificato - WC = Wild card - LL = Lucky loser | - ALT = Alternate - SE = Special Exempt - PR = Protected Ranking | - w/o = Walkover - r = Ritirato - d = Squalificato |

### Sezione 1
|  | Primo turno | Primo turno     | Primo turno     | Primo turno | Primo turno |  |  | Ultimo turno | Ultimo turno   | Ultimo turno | Ultimo turno | Ultimo turno |  |
|  |             |                 |                 |             |             |  |  |              |                |              |              |              |  |
|  | 1           | Taylor Fritz    | Taylor Fritz    | 6           | 6           |  |  |              |                |              |              |              |  |
|  |             | Nicolás Kicker  | Nicolás Kicker  | 4           | 3           |  |  | 1            | Taylor Fritz   | 4            | 6            | 6            |  |
|  | WC          | Alex Kuznetsov  | Alex Kuznetsov  | 6           | 6           |  |  |              | Alex Kuznetsov | 6            | 3            | 2            |  |
|  | 15          | Alejandro Falla | Alejandro Falla | 3           | 4           |  |  |              |                |              |              |              |  |

#### Sezione 2
|  | Primo turno | Primo turno       | Primo turno       | Primo turno | Primo turno |  |  | Ultimo turno | Ultimo turno     | Ultimo turno     | Ultimo turno | Ultimo turno |  |
|  |             |                   |                   |             |             |  |  |              |                  |                  |              |              |  |
|  | 2           | Michail Kukuškin  | Michail Kukuškin  | 6           | 6           |  |  |              |                  |                  |              |              |  |
|  | PR          | Peter Polansky    | Peter Polansky    | 3           | 1           |  |  | 2            | Michail Kukuškin | Michail Kukuškin | 6            | 7            |  |
|  |             | João Souza        | João Souza        | 7           | 6           |  |  |              | João Souza       | João Souza       | 4            | 64           |  |
|  | 20          | Kenny de Schepper | Kenny de Schepper | 65          | 2           |  |  |              |                  |                  |              |              |  |

#### Sezione 3
|  | Primo turno | Primo turno          | Primo turno       | Primo turno | Primo turno |  |  | Ultimo turno | Ultimo turno         | Ultimo turno         | Ultimo turno | Ultimo turno |  |
|  |             |                      |                   |             |             |  |  |              |                      |                      |              |              |  |
|  | 3           | Marcel Granollers    | Marcel Granollers | 6           | 6           |  |  |              |                      |                      |              |              |  |
|  |             | Vincent Millot       | Vincent Millot    | 4           | 3           |  |  | 3            | Marcel Granollers    | Marcel Granollers    | 6            | 6            |  |
|  |             | Alexander Sarkissian | 7                 | 2           | 6           |  |  |              | Alexander Sarkissian | Alexander Sarkissian | 1            | 3            |  |
|  | 21          | Facundo Argüello     | 5                 | 6           | 3           |  |  |              |                      |                      |              |              |  |

#### Sezione 4
|  | Primo turno | Primo turno            | Primo turno | Primo turno | Primo turno |  |  | Ultimo turno     | Ultimo turno     | Ultimo turno     | Ultimo turno | Ultimo turno |  |
|  |             |                        |             |             |             |  |  |                  |                  |                  |              |              |  |
|  | 4           | Yūichi Sugita          | 6           | 0           | 3           |  |  |                  |                  |                  |              |              |  |
|  |             | James Ward             | 3           | 6           | 6           |  |  | James Ward       | James Ward       | James Ward       | 3            | 3            |  |
|  |             | Bjorn Fratangelo       | 4           | 7           | 6           |  |  | Bjorn Fratangelo | Bjorn Fratangelo | Bjorn Fratangelo | 6            | 6            |  |
|  | 18          | Édouard Roger-Vasselin | 6           | 5           | 4           |  |  |                  |                  |                  |              |              |  |

#### Sezione 5
|  | Primo turno | Primo turno       | Primo turno     | Primo turno | Primo turno |  |  | Ultimo turno      | Ultimo turno      | Ultimo turno      | Ultimo turno | Ultimo turno |  |
|  |             |                   |                 |             |             |  |  |                   |                   |                   |              |              |  |
|  | 5           | Austin Krajicek   | 6               | 3           | 3           |  |  |                   |                   |                   |              |              |  |
|  |             | Marco Trungelliti | 0               | 6           | 6           |  |  | Marco Trungelliti | Marco Trungelliti | Marco Trungelliti | 1            | 67           |  |
|  |             | Dennis Novikov    | Dennis Novikov  | 6           | 6           |  |  | Dennis Novikov    | Dennis Novikov    | Dennis Novikov    | 6            | 7            |  |
|  | 19          | Ruben Bemelmans   | Ruben Bemelmans | 4           | 4           |  |  |                   |                   |                   |              |              |  |

#### Sezione 6
|  | Primo turno | Primo turno      | Primo turno      | Primo turno | Primo turno |  |  | Ultimo turno | Ultimo turno     | Ultimo turno     | Ultimo turno | Ultimo turno |  |
|  |             |                  |                  |             |             |  |  |              |                  |                  |              |              |  |
|  | 6           | Benjamin Becker  | 6                | 3           | 6           |  |  |              |                  |                  |              |              |  |
|  |             | Radek Štěpánek   | 4                | 6           | 4           |  |  | 6            | Benjamin Becker  | Benjamin Becker  | 7            | 6            |  |
|  |             | Andrea Arnaboldi | Andrea Arnaboldi | 6           | 6           |  |  |              | Andrea Arnaboldi | Andrea Arnaboldi | 64           | 2            |  |
|  | 22          | Luca Vanni       | Luca Vanni       | 3           | 2           |  |  |              |                  |                  |              |              |  |

#### Sezione 7
|  | Primo turno | Primo turno        | Primo turno        | Primo turno | Primo turno |  |  | Ultimo turno | Ultimo turno       | Ultimo turno | Ultimo turno | Ultimo turno |  |
|  |             |                    |                    |             |             |  |  |              |                    |              |              |              |  |
|  | 7           | Malek Jaziri       | 2                  | 7           | 6(1)        |  |  |              |                    |              |              |              |  |
|  |             | Jared Donaldson    | 6                  | 6(1)        | 7           |  |  |              | Jared Donaldson    | 2            | 6            | 2            |  |
|  |             | Renzo Olivo        | Renzo Olivo        | 5           | 2           |  |  | 23           | Alejandro González | 6            | 3            | 6            |  |
|  | 23          | Alejandro González | Alejandro González | 7           | 6           |  |  |              |                    |              |              |              |  |

#### Sezione 8
|  | Primo turno | Primo turno           | Primo turno           | Primo turno | Primo turno |  |  | Ultimo turno | Ultimo turno          | Ultimo turno          | Ultimo turno | Ultimo turno |  |
|  |             |                       |                       |             |             |  |  |              |                       |                       |              |              |  |
|  | 8           | Pierre-Hugues Herbert | Pierre-Hugues Herbert | 6           | 6           |  |  |              |                       |                       |              |              |  |
|  |             | Omar Jasika           | Omar Jasika           | 1           | 0           |  |  | 8            | Pierre-Hugues Herbert | Pierre-Hugues Herbert | 7            | 6            |  |
|  |             | Miša Zverev           | Miša Zverev           | 6           | 6           |  |  |              | Miša Zverev           | Miša Zverev           | 5            | 2            |  |
|  | 14          | John-Patrick Smith    | John-Patrick Smith    | 4           | 4           |  |  |              |                       |                       |              |              |  |

#### Sezione 9
|  | Primo turno | Primo turno        | Primo turno        | Primo turno | Primo turno |  |  | Ultimo turno | Ultimo turno       | Ultimo turno | Ultimo turno | Ultimo turno |  |
|  |             |                    |                    |             |             |  |  |              |                    |              |              |              |  |
|  | 9           | Horacio Zeballos   | 64                 | 6           | 6           |  |  |              |                    |              |              |              |  |
|  |             | Ryan Harrison      | 7                  | 3           | 4           |  |  | 9            | Horacio Zeballos   | 4            | 6            | 1            |  |
|  |             | Jozef Kovalík      | Jozef Kovalík      | 3           | 63          |  |  | 13           | Yoshihito Nishioka | 6            | 4            | 6            |  |
|  | 13          | Yoshihito Nishioka | Yoshihito Nishioka | 6           | 7           |  |  |              |                    |              |              |              |  |

#### Sezione 10
|  | Primo turno | Primo turno            | Primo turno            | Primo turno | Primo turno |  |  | Ultimo turno | Ultimo turno           | Ultimo turno           | Ultimo turno | Ultimo turno |  |
|  |             |                        |                        |             |             |  |  |              |                        |                        |              |              |  |
|  | 10          | Rogério Dutra da Silva | Rogério Dutra da Silva | 7           | 6           |  |  |              |                        |                        |              |              |  |
|  | WC          | Ryan Shane             | Ryan Shane             | 5           | 2           |  |  | 10           | Rogério Dutra da Silva | Rogério Dutra da Silva | 2            | 3            |  |
|  |             | Tommy Paul             | Tommy Paul             | 6           | 7           |  |  |              | Tommy Paul             | Tommy Paul             | 6            | 6            |  |
|  | 24          | Carlos Berlocq         | Carlos Berlocq         | 4           | 5           |  |  |              |                        |                        |              |              |  |

#### Sezione 11
|  | Primo turno | Primo turno        | Primo turno        | Primo turno | Primo turno |  |  | Ultimo turno | Ultimo turno | Ultimo turno | Ultimo turno | Ultimo turno |  |
|  |             |                    |                    |             |             |  |  |              |              |              |              |              |  |
|  | 11          | Tim Smyczek        | Tim Smyczek        | 6           | 6           |  |  |              |              |              |              |              |  |
|  | WC          | Christian Harrison | Christian Harrison | 4           | 2           |  |  | 11           | Tim Smyczek  | Tim Smyczek  | 6            | 6            |  |
|  |             | Grega Žemlja       | Grega Žemlja       | 6           | 7           |  |  |              | Grega Žemlja | Grega Žemlja | 2            | 3            |  |
|  | 16          | Daniel Brands      | Daniel Brands      | 3           | 5           |  |  |              |              |              |              |              |  |

#### Sezione 12
|  | Primo turno | Primo turno | Primo turno | Primo turno | Primo turno |  |  | Ultimo turno | Ultimo turno | Ultimo turno | Ultimo turno | Ultimo turno |  |
|  |             |             |             |             |             |  |  |              |              |              |              |              |  |
|  | 12          | Tatsuma Itō | 6           | 6           | 6           |  |  |              |              |              |              |              |  |
|  | WC          | Casper Ruud | 4           | 7           | 1           |  |  | 12           | Tatsuma Itō  | Tatsuma Itō  | 6            | 6            |  |
|  | WC          | Noah Rubin  | Noah Rubin  | 6           | 6           |  |  | WC           | Noah Rubin   | Noah Rubin   | 4            | 4            |  |
|  | 17          | Mirza Bašić | Mirza Bašić | 2           | 2           |  |  |              |              |              |              |              |  |